# Светильново (Владимирская область)
Светильново — деревня в Гороховецком районе Владимирской области России, входит в состав Куприяновского сельского поселения.

## География
Деревня расположена в 12 км на восток от центра поселения деревни Выезд и в 9 км на юго-восток от Гороховца.

## История
По переписным книгам 1678 года деревня входила в состав Архангельского прихода, в ней было 19 дворов.
В XIX — первой четверти XX века деревня входила в состав Красносельской волости Гороховецкого уезда, с 1926 года — в составе Гороховецкой волости Вязниковского уезда. В 1859 году в деревне числилось 27 дворов, в 1905 году — 53 двора, в 1926 году — 45 дворов.
С 1929 года деревня являлась центром Светильновского сельсовета Гороховецкого района, с 1940 года — в составе Великовского сельсовета, с 2005 года — в составе Куприяновского сельского поселения.

## Население
| 1859 | 1905 | 1926 | 2002 | 2010 | 2021 |
| ---- | ---- | ---- | ---- | ---- | ---- |
| 262  | ↗342 | ↘200 | ↘13  | ↘8   | ↗23  |